# 莫玉⿰王輦

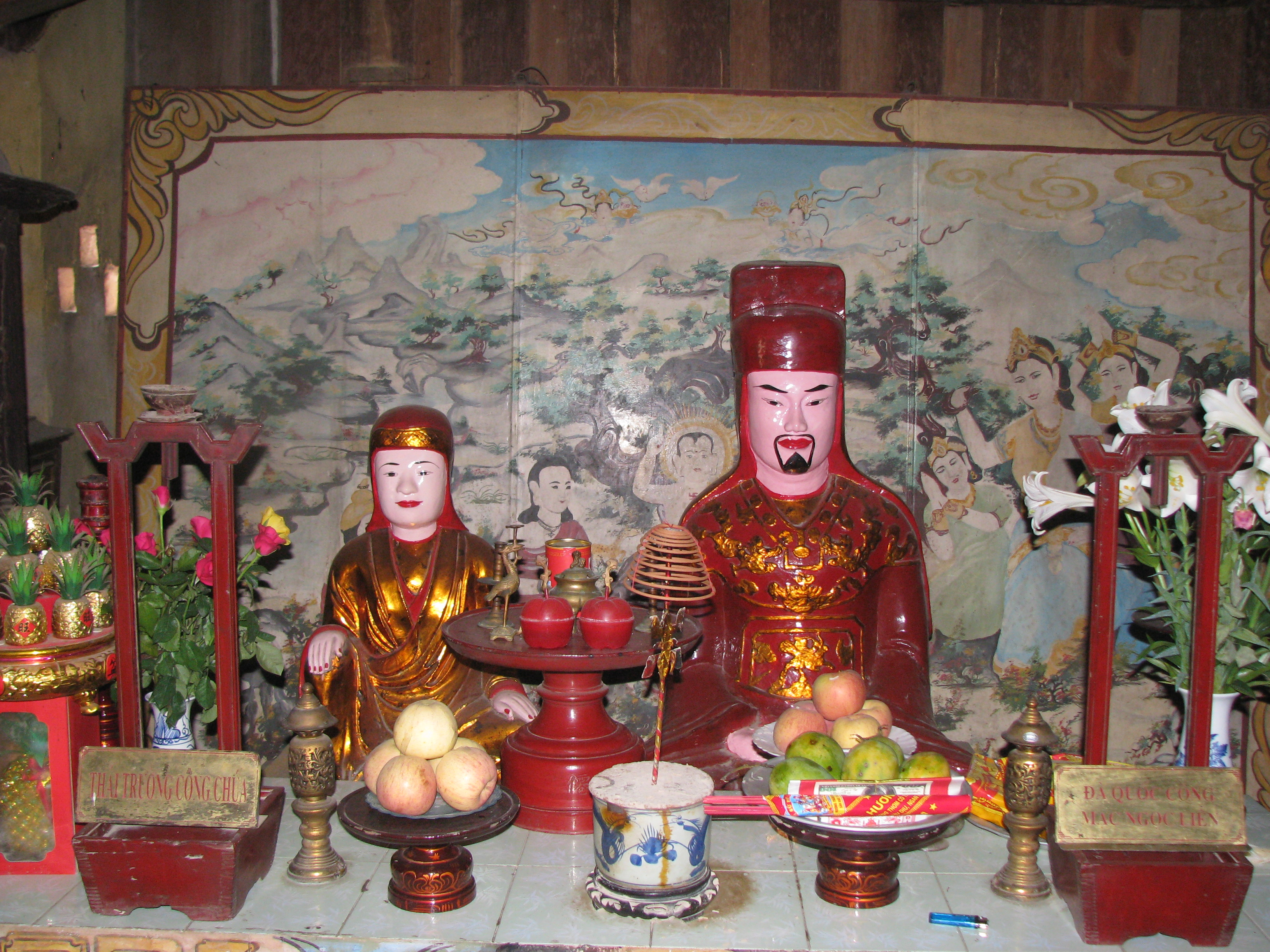
莫玉

莫玉（越南语：／，？—1594年）又作莫玉輦，越南南北朝时期莫朝军事人物。

## 生平
莫玉原名阮玉，出生在石室县，是莫朝重臣阮敬的儿子。后娶莫太宗之女莫氏玉琳为妻，成为驸马，封岸郡公，赐国姓莫。1573年至1583年期间，莫玉与莫敬典、阮倦等人曾多次进攻清化、乂安之地。
1591年，郑松亲自率军北伐莫朝，同阮有僚、黄廷爱、何世禄、吴景祐等人一起进兵。莫朝皇帝莫茂洽亲率大军十万，以莫玉、阮倦为左右翼防御，被郑军大败。莫茂洽逃往土块村，以莫玉、裴文奎、阮倦、陈百年守昇龍，但被郑军击败，莫玉、裴文奎弃城而逃，阮倦被俘。同年，又被郑松击败于红河中。
莫茂洽、莫全、莫敬止相继被杀后，莫玉在1593年拥立敦厚王莫敬恭即位，据谅山的安博州，周围支持莫朝的各路势力纷纷归附。然而不久之后郑松派黄廷爱前去讨伐，莫玉和莫敬恭不得不逃往明朝的思明府。不久莫玉逝世。临终前，莫玉认为后黎朝的恢复是天数，建议莫敬恭避居国外，不要让无辜的百姓遭殃，也不要借明朝之手恢复全国，但莫敬恭不听。